# Augustin Bernher
Augustin Bernher, auch Augustine oder Austin Bernehere u. ä. (* um 1525/30 in Hohentengen; † 1565 in Southam, Warwickshire) war ein reformierter Schweizer Theologe, der während der Verfolgungen unter Königin Maria I. von England die heimliche protestantische Gemeinde in London leitete und viele Verurteilte zu ihrer Hinrichtung begleitete.

## Leben

### Herkunft

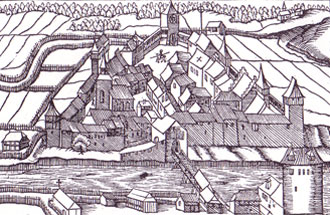
Rheinbrücke von Hohentengen, Blick auf Kaiserstuhl und (im Hintergrund) Fisibach. Im Vordergrund die Kapelle St. Antonius und Burg Rotwasserstelz, Stich von Johannes Stumpf, 1548

Augustin Bernher bezeichnete sich 1552 selbst als „Helvetius (= Schweizer)“, auch in einer Steuerliste aus der Regierungszeit von Königin Elisabeth I. von England wird er 1562 als „Austin Bernhere, Swiss subject“ aufgeführt. Sein Geburtsort Hohentengen (auch „Thiengen; Dengen der Hochenkirchen“ o. ä.) am Hochrhein, der heute direkt an der Schweizer Grenze im deutschen Bundesland Baden-Württemberg liegt, gehörte seit 1294 zum Hochstift Konstanz. Er war Teil der Vogtei Rötteln mit Sitz in der Schweizer Gemeinde Kaiserstuhl auf dem unmittelbar gegenüberliegen Rheinufer. Kaiserstuhl war seit der Eroberung des Aargaus durch die Eidgenossen 1415 zugleich auch der Sitz eines äußeren Amtes der eidgenössischen Grafschaft Baden mit Ansprüchen auf die Kirchspiele Kadelburg, Lienheim und Hohentengen, was immer wieder zu Konflikten führte. Der Schweiz galten die „ennetrheinischen“ Gemeinden Lienheim, Hohentengen und Herdern als „Schirmverwandte“ (Salva-Guardia-Privileg), die zu Kriegszeiten beschützt wurden. Die Eidgenossen beanspruchten in diesen rechtsrheinischen bischöflich-konstanzischen Dörfern das Mannschaftsrecht (Aushebungsrecht).

### Ausbildung in Zürich
1546 empfahl der Konstanzer Reformator Ambrosius Blarer dem Antistes (Vorsteher) der Zürcher reformierten Kirche Heinrich Bullinger seinen Neffen Johann Ulmer und einen gewissen Augustin, mit dem Johann einige Jahre in der Region Thurgau in einem Haushalt gelebt hatte, zur weiteren Ausbildung. Kurz nach ihrer Ankunft in Zürich versuchte Bullinger den Verkauf von 56 Büchern aus der Bibliothek von Werner Steiner durch Johannes Fries für 23 Gulden an Johann und Augustin zu vermitteln. Augustin Bernher war 1546/47 in Zürich ein Schüler von Johann Wolf.

### Studium in Tübingen und Oxford
Am 6. September 1547 immatrikulierte sich „Augustinus Bernerus Tinganiensis (= aus Tengen)“ in Tübingen. Rektor der vorwiegend lutherisch ausgerichteten Universität Tübingen war zu diesem Zeitpunkt der reformierte Gräzist und Jurist Melchior Volmar, der eine rege Korrespondenz mit Heinrich Bullinger und Ambrosius Blarer unterhielt und um 1530 in Orléans und an der Universität Bourges die Genfer Reformatoren Théodore de Bèze und Johannes Calvin unterrichtet hatte. Auch der reformierte Theologe Paul Phrygio († 1543) hatte seit 1535, letztlich in der Nachfolge Blarers, in Tübingen gewirkt. 1548 waren Balthasar Käuffelin und Erhard Schnepf die einzigen Professoren an der theologischen Fakultät.
Nach dem Augsburger Interim, das auch Martin Bucer nach England getrieben hatte, wechselte Augustin Bernher im Herbst 1548 an die Universität Oxford und wohnte mit seinem Freund Johann Ulmer bei Bartholomew Traheron (Benthalmai Outis) († um 1558). Es dürfte sich bei ihm um Ulmers von Ambrosius Blarer bereits 1546 erwähnten Freund „Augustin“ handeln. Eine Schwester Bernhers war mit dem Pfarrer Alexander Schmutz d. Ä. (* um 1490/95; † 1544) in Leutmerken verheiratet, einem Neffen von Blarer.
Ende Mai 1551 beabsichtigte Augustin Bernher noch, in neun oder zehn Monaten mit Johann Rudolf Stumpf und Christoph Froschauer d. J. über Frankreich in die Schweiz zurückzukehren. Er wurde dann jedoch durch John Hooper als Amanuensis (Sekretär) an den Hofprediger und früheren Bischof von Worcester Hugh Latimer vermittelt. Anders als Ulmer blieb Bernher dauerhaft in England und unterstützte dort die Protestanten während der Verfolgung unter Königin Maria I.

### Sekretär des Hugh Latimer
Als Sekretär von Hugh Latimer hielt sich Augustin Bernher einige Male in Baxterley im Norden der Grafschaft Warwickshire auf. Dort wohnte Robert Glover (1522–1555) of Mancetter mit seiner Frau Mary (1535–1580) – einer Nichte von Hugh Latimer – in Baxterley Hall. Wenige Meilen entfernt lebte dessen ältester Bruder John Glover (1513–1555) of Mancetter mit seiner Frau Agnes in Mancetter Manor (bei Atherstone). Auch Joyce Lewis (* vor 1533; † 1557), die einzige Tochter von Thomas Curzon Esq. (* um 1490; † 1541) of Croxall, und ihren zweiten Ehemann Thomas Lewis († 1558) of Mancetter lernte Bernher dort kennen. Bernher stenografierte Predigten mit, die 1552 von Latimer im evangelischen Kreis um die Herzogin von Suffolk Katherine Willoughby, 12. Baroness Willoughby de Eresby in ihrem Schloss Grimsthorpe Castle, in Bexterley und der Umgebung (Grafschaft Lincolnshire) gehalten wurden. Es handelte sich um sieben Predigten zu den Bitten des Vaterunsers (Mt 6,9–13 ) und neun Predigten über die Evangelien- oder Epistellesung der Sonntage von Ende Oktober bis Mitte Dezember. Bernher veröffentlichte die Sammlung 1562 zusammen mit älteren, teilweise bereits gedruckten Predigten Latimers aus den Jahren 1537 bis 1550 nach dessen Tod. In der Veröffentlichung kritisierte Bernher die Umsetzung der Auflösung der englischen Klöstergüter von 1536 durch Heinrich VIII., die nicht für Bildungszwecke oder zur Verbesserung der Verkündigung genutzt wurden, sondern in die Hände der Grundbesitzer gefallen waren:

„Welchen Schaden und Zerstörung dieses Königreich England durch diese teuflische Art der Vergabe (der Ländereien und Renten) an Adelshäuser, Ritter- und Herrenhäuser erleidet, können am besten die sagen, die durch die Lande reisen und mit ihren eigenem Augen große Gemeinden und Marktstädte mit unzähligen anderen sehen, die völlig ausgehungert sind nach Gottes Wort. Und das, weil diese habgierigen Männer die Pfründen (lyuings bzw. livings) geraubt und in ihre Hände bekommen haben. Und statt eines gewissenhaften und sich abquälenden Lehrers heuern sie einen Sir John an, der besser Fachmann ist, an Tischen zu spielen oder einen Garten zu bestellen, als für Gottes Wort; und er schert sich einen Dreck um seine Amtspflichten (cure) und trägt so dazu bei, die Seelen des Volkes Gottes in Gefahr zu bringen.“

August Bernher führte in den 1550er Jahren eine theologische Auseinandersetzung mit den „Freewillers“ John Laurence († nach 1564), Fellow des All Souls College in Oxford, und John Barrey um Fragen von Prädestination und Erwählung. Bernher vertrat einen Heilsuniversalismus (gratia universalis; universal grace), wonach Gott alle Menschen „generell“ zum Heil erwählt habe, „(auch wenn) sie ungehorsam sind und sich entgegen Gottes Wort verhalten“ (to be untrue and against God's word). Handschriften aus dem Streit werden in der Bodleian Library in Oxford aufbewahrt. In dieser Bibliothek befindet sich auch eine Handschrift von Defence of Election (=Verteidigung der Erwählung) von 1554, die John Bradford Anfang 1555 durch Augustin Bernhere überbringen ließ.
John Bradford schickte Augustin Bernher, der sich gerade bei Master Edmund Pierrepont (Perpoint) († 1557) aufhielt, Ende Juni 1555 kurz vor seinem Tod aus dem Newgate-Gefängnis ein Manuskript über die Kindertaufe, wahrscheinlich als Bitte, den Text fertigzustellen. Der Traktat entstand in Auseinandersetzung mit dem taufgesinnten „Freewiller“ Henry Hart († 1557) aus London; eine entsprechende Publikation Bernhers oder Bradfords speziell über die Kindertaufe ist jedoch nicht bekannt.

### Verfolgung der Protestanten unter Maria I.
Als Hugh Latimer kurz nach der Thronbesteigung von Königin Maria I. von England am 13. September 1553 als Gefangener in den Tower of London eingeliefert wurde, blieb „upon hym oon Anstey (lies: Austen), his servant“. Im März 1554 wurden Latimer, Thomas Cranmer und Nicholas Ridley, der protestantische Bischof von Rochester, aus dem Tower in das Gefängnis nach Oxford verlegt.
Der Dramatiker Nicholas Grimald (Grimoald; Grimbold) (1519–1562) war seit 1552 Kaplan Ridleys. Er geriet 1554 bei den Protestanten in Verdacht, mit der katholischen Seite zusammenzuarbeiten, weil er nach kurzer Inhaftierung schnell wieder freigelassen wurde. Aus der Gefängniskorrespondenz Ridleys geht hervor, dass Augustin Bernher ihn wohl in dem Verdacht bestärkte, Grimald habe sich illoyal verhalten. John Jewel, einem Schüler von Peter Martyr Vermigli, half Bernher im Frühjahr 1555 „gleichsam als guter Samariter“ (tā[m]quam bonus Samaritanus) bei der Flucht aus Oxford und brachte ihn im Nuffield House von Anne Warcup, Tochter von Thomas English, bei Wallingford, Oxfordshire, in Sicherheit.

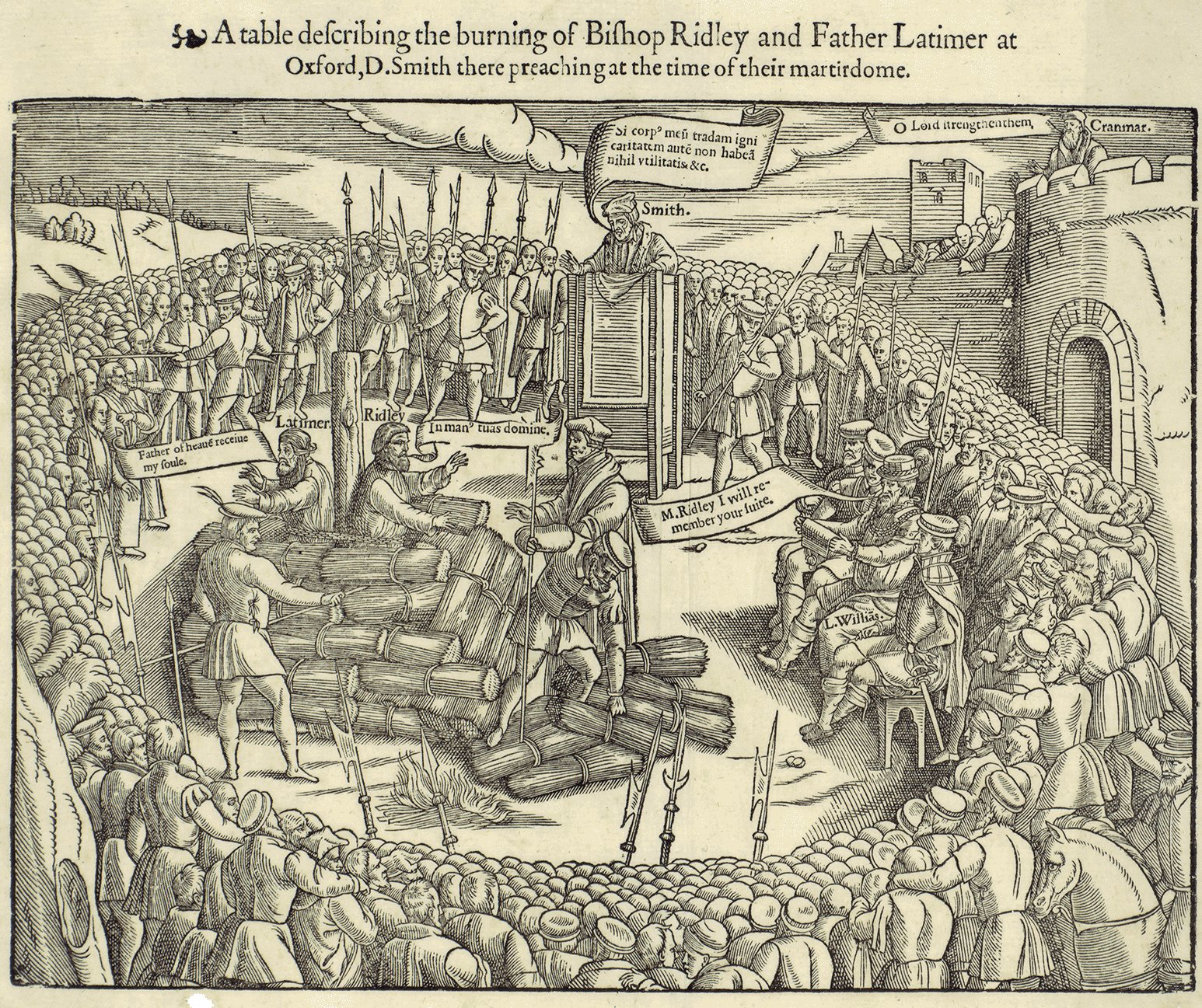
Die Hinrichtung von Nicholas Ridley und Hugh Latimer in Oxford

Während der Verfolgungen der Protestanten unter Maria I. besuchte Augustin Bernher viele der aus Glaubensgründen Gefangenen im Gefängnis und begleitete sie in ihren letzten Stunden, so 1555 John Bradford, der auf dem Smithfield Market in London hingerichtet wurde, und Robert Glover, der zusammen mit dem Hutmacher Cornelius Bungey in Coventry verbrannt wurde. Mit Robert Glover und dessen Frau Mary Latimer war Bernher befreundet. Am 16. Oktober 1555 wurden Hugh Latimer und Nicholas Ridley in Oxford verbrannt. Augustin Bernher hatte Ridleys Briefe aus dem Bocardo Prison geschmuggelt. Durch Bernher könnten auch die Aufzeichnungen des Märtyrers John Rogers über sein Verhör durch Lordkanzler Stephen Gardiner im Januar 1555 gerettet und auf den Kontinent gelangt sein, wo sie 1559 in Basel von John Foxe auf Latein veröffentlicht wurden. 1556 wurde Bernhers vermutlicher Schwager John Careless im King's Bench Prison in Southwark hingerichtet. Joyce Lewis geb. Curzon, die 1557 in Lichfield verbrannt wurde, wurde von Michael Reniger († 1609) und Augustine Bernher begleitet. 1558 wurden Cuthbert Sympson, Hugh Foxe und John Devenish, die Bernher besucht hatte, auf dem Smithfield Market in London hingerichtet. Augustin Bernher leitete 1558 während der marianischen Verfolgung als Nachfolger von John Rough († 1557; hingerichtet) und Vorgänger von Thomas Bentham (* 1513/14; † 1579) die heimliche protestantische Gemeinde in London, deren Gottesdienste aus Sicherheitsgründen häufig an Bord eines Schiffs auf der Themse stattfanden.
Der Zuspruch von Trost in Todesangst wurde von den Betroffenen teilweise ambivalent, aber vielfach als hilfreich erlebt. William Cecil, 1. Baron Burghley kritisierte John Louth († 1590) und „Augustyne Bar.“ (= Augustine Barnhere) allerdings für ihre sehr rigorose Haltung gegenüber sogenannten „Nikodemiten“, die sich mit der katholischen Obrigkeit scheinbar mehr oder weniger arrangierten.

### Rektor von Southam

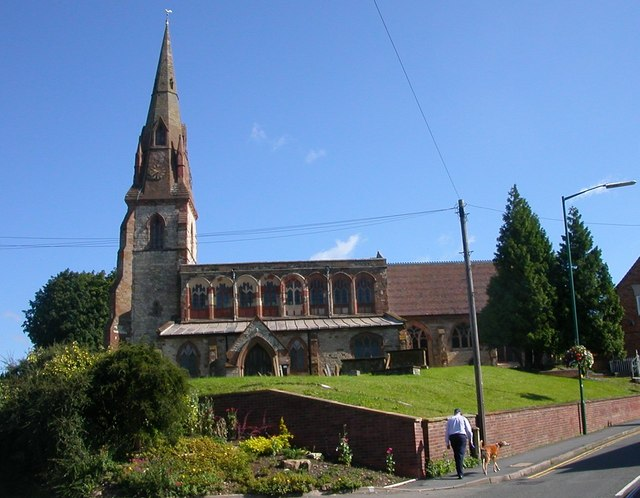
St. James Parish Church in Southam, älteste Bestandteile aus dem 14. Jahrhundert

In der Regierungszeit von Königin Elisabeth I. wurde Augustin Bernher 1562 zum Predigtamt ordiniert (licentia ad praedicandum). Er folgte Thomas Bentham, der 1560 zum Bischof von Coventry und Lichfield geweiht worden war, als Rektor der Pfarrkirche von Southam (heute Stratford-on-Avon District, Grafschaft Warwickshire) in der Diözese Coventry.
Augustin Bernher und seine Frau Elizabeth starben jung, aber „in Frieden“, wie John Careless es ihnen gewünscht hatte: „The Lord make perfect your loue together in hym, and alwayes encrease the same, and bryng you both in peace to your graues at a good age.“ Am 19. April 1566 wurde Magister Bartholomew Greene als sein Nachfolger auf das Rektorat von Southam präsentiert, das „v. p. m. (= vacavit per mortem; frei geworden ist durch den Tod von) Aug. Barnehere“.

## Familie

### Heirat und Nachkommen
Augustin Bernher war verheiratet mit Elizabeth († 1568), wahrscheinlich einer Schwester von John Careless († 1556), einem Weber aus Coventry, der als Protestant hingerichtet wurde. 1569 erhielten „Clemente & Thoms bernher … the sonnes of Augustine bernhere“ und „vrsulay & Katherin bernehere the Doughters of augustine bernehere“ finanzielle Unterstützungen aus dem Nachlass von Robert Nowell (1520–1569), der unter Elisabeth I. the Queen’s Attorney-general (Generalanwalt) des Court of Wards and Liveries gewesen war. Robert Robotham, MP (1522–1571) of Raskelf  vermachte 1571 „Katheren Bernher, the daughter of Augustine Barneher, five poundes“.
Der Sohn Thomas Bernhere (* um 1560; † nach 1601) war ein puritanischer Kaufmann und Prediger, der während der Englisch-Marokkanischen Allianz als Mitglied der englischen Handelsdelegation in Marokko wirkte. Er setzte er sich für eine presbyterianische Organisation der Kirche ein und lehnte den Episkopalismus in der Kirche von England ab. 1600 korrespondierte Bernhere mit seinem Schwager (Brother in-law), dem Mathematiker Edward Wright. Thomas Bernhere starb im Ausland, vermutlich in Amsterdam.
Ursula Barnher († 1625), Tochter von „Augustus Barnard (= Barner), clerk, decreased (= Kleriker, verblichen)“, heiratete 1585 in erster Ehe in St Stephen, London, den Tuchmacher Michael Warren. In zweiter Ehe heiratete sie 1595 in St Michael, London, Edward Wright. Von ihren Kindern erreichte nur ein Sohn Samuel (1596–1616) ein höheres Alter.

### Aufenthalt des Neffen Alexander Schmutz d.J. in England
Alexander Schmutz d. J. (* um 1530; † 1577) war ein Sohn des Pfarrers Alexander Schmutz (Smetz; Schmuß) d. Ä. (* um 1490/95; † 1544) aus Frauenfeld, eines Neffen von Ambrosius Blarer, der seit 1518 als Pfarrer in Leutmerken im Thurgau amtierte und 1528 mit Heinrich von Ulm († 1546) und dessen Unterthanen in der Herrschaft Griesenberg evangelisch wurde. Die Mutter Agnes († nach 1560) war eine Schwester von Augustin Bernher, Alexander Schmutz d. J. dessen Neffe (meus nepos ex sorore). Johann Ulmer hielt sich 1546 in unmittelbarer Nähe von Leutmerken bei seinem Onkel Heinrich von Ulm in Griesenberg auf. Vielleicht hat er zuvor bis zu dessen Tod auch eine Zeitlang bei Alexander Schmutz d. Ä. im Pfarrhaus gelebt.
Alexanders d. J. Mutter Agnes Schmutzerin, Augustin Bernhers Schwester, flehte Ulmer Anfang 1548 vor seiner Abreise aus Zürich unter Tränen an, einen ihrem verstorbenen Mann geschuldeten Gefallen (benevolentia) zu erfüllen. Aus Armut war sie gezwungen, ihren Söhnen die Studien der Wissenschaften vorzuenthalten und sie in die Werkstatt eines Handwerkers zu geben. Johann Ulmer hatte ihr, sobald er selbst finanziell abgesichert war, aus England geschrieben, ihren Sohn zu schicken, und Alexander Ende 1549 dort zunächst bei einem Buchhändler (apud bibliopolam) untergebracht. Henry Grey, 3. Marquess of Dorset und 1. Duke of Suffolk, unterstützte Alexander, nachdem ihm Ulmer um die Jahreswende 1549/50 in London einen (verschollenen) Empfehlungsbrief von Heinrich Bullinger vom Dezember 1549 zur Kenntnis gegeben hatte. William Cecil und besonders sein Schwager John Cheke sorgten dafür, dass Alexander in die königliche Westminster School aufgenommen wurde. Johann Ulmer setzte sich 1552, bevor er in die Schweiz zurückkehrte, erfolgreich bei Henry Grey und William Cecil dafür ein, dass seine Stipendiatenstelle einer Fellowship am St John’s College in Oxford an Schmutz übertragen wurde. König Edward VI. wies das College im September 1552 an, „Alexander Smutches“ anstelle von „Johannes ab Ulmis“ aufzunehmen.
Wegen des Regierungsantritts der Königin Maria I. musste „Alexander Smutsius“ nach vier Jahren Aufenthalt im Februar 1554 aus England in die Heimat zurückkehren. Thomas Blarer fragte auf Bitten der Mutter Agnes Bernher und seiner Schwester Barbara Blarer (* um 1490; † 1562) zu Griesenberg bei Bonifacius Amerbach an, ob Alexander ein Stipendium aus der Studienstiftung des Erasmus für die Fortsetzung des Studiums in Basel erhalten könne. 1557 war Alexander Schmutz Pfarrhelfer in Gachnang, 1566 Pfarrer in Kurzdorf.

## Varia
Augustine Bernher ist eine der Figuren in dem 1872 erschienenen historischen Roman Robin Tremayne der britischen Autorin Emily Sarah Holt (1836–1893).

## Werke
Als Herausgeber:
- Hugh Latimer: 27 sermons preached by the ryght Reuerende father in God and constant matir of Iesus Christe, Maister Hugh Latimer, as well such as in tymes past haue bene printed,[83][84] as certayne other commyng to our handes of late, whych were yet neuer set forth in print. Faithfully perused [and] allowed accordying to the order appoynted in the Quenes Maiesties iniunctions. 1. Hys sermon Ad clerum.[83][85] 2. Hys fourth sermon vpon the plough.[86] 3. Hys 7 sermons before kyng Edward.[87][84] 4. Hys sermon at Stamford.[83] 5. Hys last sermon before kyng Edward.[83] 6. Hys 7 sermons vpon the Lordes prayer.[88] 7. Hys other 9 sermons vpon certayne Gospels and Epistles,[23][24]
mit Widmungsbrief von Augustine Bernher: To the right honorable, the Lady Katherine, Duches of Suffolke in Grimsthorpe Castle vom 2. Oktober aus „Southam“. John Day, London 1562 (online-Transkription der University of Michigan Library)
  - Fruitfull sermons. 2. Auflage John Day, London 1572 (und zahlreiche Nachdrucke; z. B. Valentine Sims), London 1596 (Google-Books)
  - (Nachdruck) John Watkins (Bearb.): The Sermons of … Hugh Latimer Now First Arranged According to the Order of Time in which They Were Preached, Bd I. James Duncan, London 1824 (Google-Books); Bd. II. James Duncan, London 1824 (Google-Books)
  - (Nachdruck) George Elwis Corrie (Bearb.): The Works of Hugh Latimer. (The Parker Society). University Press, Cambridge 1844, S. 309–446 (Google-Books)

Als Verfasser
- (Handschrift) An Answere to certein questions … [about predestination and election] per me Augustinum Bernherum, Helvetium, servaunt to mr. Latymer he being alive, Textbeginn: „Whosoever doth well consider and mark …“; Bodleian Library Oxford (MS Bodl. 53, Bl. 103ff)
- (Handschrift) Certayne testymonies taken out of Godes Booke, Textbeginn: „Whosoever hath any spark …“; Bodleian Library Oxford (MS Bodl. 53, Bl. 126ff)
- (Handschrift) A reply to John Laurence, and John Barrey's letter in defence of universal grace, um 1550/55, Textbeginn: „Psal. xxv.[90] I have hated …“; Bodleian Library Oxford (MS Bodl. 53, Bl. 140ff)